# Еквадорски земеровков опосум
Еквадорският земеровков опосум (Caenolestes fuliginosus) e вид дребен бозайник от семейство Ценолестесови (Caenolestidae). Разпространени са във високопланинските области в северната част на Андите, на територията на Еквадор, Колумбия и Венецуела.
Теглото на мъжките варира от 25 до 41 g, а на женските между 16,5 и 22,5 g, дължината на тялото е между 9 и 14 cm. Козината е мека и гъста, тъмно кафява до черна на гърба. Опашката е почти гола. Муцуната е дълга.